# النظام الأساسي لمحكمة العدل الدولية
يعد النظام الأساسي لمحكمة العدل الدولية التابعة للأمم المتحدة جزء لا يتجزأ من ميثاق منظمة الأمم المتحدة، بحسب منطوق الفصل الرابع عشر من ميثاقها، الذي يعتبر الأساس القانوني لأنشطة محكمة العدل الدولية من خلال تحديده للمبادئ التنظيمية والنشاط والكفاءة والإجراءات الخاصة بها.

## التاريخ

### محكمة العدل الدولية الدائمة
تأسست محكمة العدل الدولية الدائمة في عام 1920 تحت رعاية عصبة الأمم حيث تعد أول هيئة قضائية دولية مصممة للتسوية السلمية للنزاعات. تم إنشاء الغرفة وتمويلها من قبل عصبة الأمم، وبالرغم من ذلك، بقيت المحكمة بمعزل عن العصبة كما لم يكن نظامها الأساسي جزءًا من النظام الأساسي للعصبة، كما أن الدول الأعضاء في العصبة لا تصبح تلقائيًا طرفًا في النظام الأساسي لمحكمة العدل الدولية الدائمة. من ناحية أخرى، تم التوقيع على عدة مئات من المعاهدات التي تنص على اختصاص محكمة العدل الدولية الدائمة في النزاعات الناشئة عن هذه المعاهدات.
بين عامي 1922 و1940، قامت المحكمة بتسوية 29 نزاعًا على مستوى الدول فيما أصدرت 27 رأيًا استشاريًا، تم تنفيذ جميعها تقريبًا. كما قدمت المحكمة مساهمة كبيرة في تطوير القانون الدولي.
بسبب الحرب العالمية الثانية توقفت أنشطة المحكمة، ثم جرى حلها في عام 1946 واستبدالها الغرفة بمحكمة العدل الدولية.

### تأسيس محكمة العدل الدولية
في 9 أكتوبر 1944 وبنهاية مؤتمر دومبارتون أوكس، تم اعتماد «مقترحات لإنشاء منظمة دولية عامة»، بما في ذلك الأحكام المتعلقة بإنشاء هيئة قضائية دولية مثل هذه المنظمة.
وبغية إعداد مشروع قانون لهذا الجهاز القضائي المستقبلي، عقدت الولايات المتحدة الأمريكية، نيابة عن الدول الأربعة الممثلة في دومبارتون أوكس في أبريل 1945 في واشنطن، لجنة حقوقيين تابعة للأمم المتحدة مكونة من ممثلين عن 44 دولة. تم تقديم مسودة مشروع القانون، التي وضعتها اللجنة على أساس النظام الأساسي للمحكمة الدائمة للعدل الدولي، إلى مؤتمر الأمم المتحدة حول إنشاء منظمة دولية والذي افتتح في 25 أبريل 1945 في سان فرانسيسكو.
في هذا المؤتمر، تقرر إنشاء جهاز قضائي جديد يصبح وفقًا للمادة 92 المعتمدة نهائيا في ميثاق الأمم المتحدة «الجهاز القضائي الرئيسي للأمم المتحدة» ويعمل وفقًا لنظامها الأساسي حيث وفقا لنفس الحكم، فإن النظام الأساسي لمحكمة العدل الدولية، المرفق بميثاق الأمم المتحدة يشكل جزءا لا يتجزأ من الميثاق. وقد تم تبني النظام الأساسي بالإجماع مع الميثاق في ختام المؤتمر بتاريخ 25 يونيو 1945 ليدخل حيز التنفيذ وفقًا للفقرة 3 من المادة 110 من الميثاق في 24 أكتوبر 1945.
اجتمعت المحكمة لأول مرة في 3 أبريل 1946 في قصر السلام في هولندا وانتخبت في 6 أبريل رئيسها ونائب الرئيس وكاتب الضبط. انتخب القاضي خوسيه جوستافو غيريرو (السلفادور) كأول رئيس للمحكمة وكان رئيس حزب الشعب الباكستاني حتى حلها.
في 18 أبريل 1946، عقدت محكمة العدل الدولية جلستها العلنية الأولى.

### الدول الأعضاء
| الأطراف الأعضاء في الأمم المتحدة الأطراف المنظمة للأمم المتحدة بموجب المادة 93 الدول الغير الأعضاء في الأمم المتحدة والتي تحمل صفة مراقب |

يبلغ عدد الدول الأعضاء في الأمم المتحدة 193 دولة جميعها أطراف في النظام الأساسي بموجب تصديقها على ميثاق الأمم المتحدة. كما يسمح منطوق المادة 93 (2) من الميثاق، للدول الغير أعضاء في الأمم المتحدة بأن تصبح طرفًا في النظام الأساسي، وفقًا لتوصية مجلس الأمن التابع للأمم المتحدة وموافقة الجمعية العامة للأمم المتحدة.
اعتبارًا من عام 2015، لم تكن أي دولة من الدول المراقبة في الأمم المتحدة مثل فلسطين ومدينة الفاتيكان وأي دولة أخرى طرفًا في القانون بناء على هذه الأحكام.
سابقا كانت سويسرا (1948-2002) وليختنشتاين (1950-1990) وسان مارينو (1954-1992) واليابان (1954-1956) وناورو (1988-1999) أطرافًا في النظام الأساسي قبل أن يصبحوا أعضاء في الأمم المتحدة.

## ميثاق محكمة العدل الدولية
يحتوي ميثاق الأمم المتحدة على 19 فصلا، خصص الفصل الرابع عشر منها «لمحكمة العدل الدولية» فقط، والذي جاء مؤلفا في مكنونه من خمسة مواد (المواد 92 إلى 96)، تحدد أهم الأحكام العامة المتعلقة بالمحكمة.
- محكمة العدل الدولية هي الأداة القضائية الرئيسية "للأمم المتحدة"، وتقوم بعملها وفق نظامها الأساسي الملحق بهذا الميثاق وهو مبني على النظام الأساسي للمحكمة الدائمة للعدل الدولي وجزء لا يتجزأ من الميثاق.

المادة 93
1. يعتبر جميع أعضاء "الأمم المتحدة" بحكم عضويتهم أطرافاً في النظام الأساسي لمحكمة العدل الدولية.
2. يجوز لدولة ليست من "الأمم المتحدة" أن تنضم إلى النظام الأساسي لمحكمة العدل الدولية بشروط تحددها الجمعية العامة لكل حالة بناء على توصية مجلس الأمن.

المادة 94
1. يتعهد كل عضو من أعضاء "الأمم المتحدة" أن ينزل على حكم محكمة العدل الدولية في أية قضية يكون طرفاً فيها.
2. إذا امتنع أحد المتقاضين في قضية ما عن القيام بما يفرضه عليه حكم تصدره المحكمة، فللطرف الآخر أن يلجأ إلى مجلس الأمن، ولهذا المجلس، إذا رأى ضرورة لذلك أن يقدم توصياته أو يصدر قراراً بالتدابير التي يجب اتخاذها لتنفيذ هذا الحكم.

المادة 95
- ليس في هذا الميثاق ما يمنع أعضاء "الأمم المتحدة" من أن يعهدوا بحل ما ينشأ بينهم من خلاف إلى محاكم أخرى بمقتضى اتفاقات قائمة من قبل أو يمكن أن تعقد بينهم في المستقبل.

المادة 96
- (أ) لأي من الجمعية العامة أو مجلس الأمن أن يطلب إلى محكمة العدل الدولية إفتاءه في أية مسألة قانونية.
- (ب) ولسائر فروع الهيئة والوكالات المتخصصة المرتبطة بها، ممن يجوز أن تأذن لها الجمعية العامة بذلك في أي وقت، أن تطلب أيضاً من المحكمة إفتاءها فيما يعرض لها من المسائل القانونية الداخلة في نطاق أعمالها.[11][12]»

## النظام الأساسي

### المواد والمحتوى
يحتوي النظام الأساسي لمحكمة العدل الدولية على 70 مادة.
يبدأ النظام الأساسي بالمادة الأولى التي تنص على:
فيما تم تجميع المواد الـ 69 المتبقية في 5 فصول كالتالي:
- الفصل الأول: تنظيم المحكمة (المواد 2 إلى 33)
- الفصل الثاني: اختصاص المحكمة (المواد 34 إلى 38)
- الفصل الثالث: الإجراءات القانونية (المواد 39 إلى 64)
- الفصل الرابع: الفتاوى (المواد 65 إلى 68)
- الفصل الخامس: التعديلات (المواد من 69 إلى 70).

### التنظيم والهيكلة

#### تنظيم المحكمة
تنظم المواد من 2 إلى 33 من النظام الأساسي تنظيم المحكمة.
بموجب المادة الثالثة تتألف المحكمة من 15 عضوا من جنسيات مختلفة فقط، ولا يمكن أن تضم المحكمة أكثر من عضو من نفس الدولة. ويتم تعيين المرشحين من قبل المجموعات الوطنية لمحكمة التحكيم الدائمة وليس الدول. فيما يتم انتخاب أعضاء المحكمة بشكل مستقل عن بعضهم البعض من قبل الجمعية العامة ومجلس الأمن التابع للمحكمة.
يتم انتخاب القضاة لمدة 9 سنوات ويمكن إعادة انتخابهم (المادة 13). كما لا يحق لهم ممارسة أي وظيفة سياسية أو إدارية ولا يمكنهم «تكريس أنفسهم لأي نشاط آخر ذي طبيعة مهنية». يتمتع القضاة، في ممارسة وظائفهم القضائية بالامتيازات والحصانات الدبلوماسية. وتنتخب المحكمة رئيسها ونائب الرئيس لمدة ثلاث سنوات. ويجوز إعادة انتخابهم فيما بعد (المادة 21).
تقر المادة 22 بأن مقر المحكمة في لاهاي، مع إمكانية عقد المحكمة لجلساتها والقيام بوظائفها في مكان آخر في جميع القضايا إذا رأت المحكمة ضرورة لذلك. ويجوز للمحكمة أن تجتمع بكامل هيئتها أو تشكل دوائر مع ثلاثة قضاة أو أكثر.
تحتوي المادة 31 على أحكام تتعلق بإمكانية تمثيل حق دولة طرف في نزاع من قبل أحد قضاة المحكمة الحاملين لجنسيتها. إذا كان هناك بالفعل قضاة في تشكيل المحكمة من مواطني أي من طرفي النزاع، فإن هؤلاء القضاة «يحتفظون بالحق في المشاركة في جلسات الاستماع في القضية المعلقة أمام المحكمة». وإذا لم يكن للمحكمة قاضٍ يحمل جنسية أحد الطرفين، فيحق لها انتخاب قاضٍ للمشاركة في هذه القضية. وهكذا فإن القضاة المنتخبين «يشاركون في صنع القرار على قدم المساواة مع زملائهم».
تنظم المادة 32 المسائل المتعلقة بمرتبات أعضاء المحكمة ورئيسها ونائب الرئيس والمسجل (كاتب الضبط)، بينما تنص المادة 33 على أن تتحمل الأمم المتحدة نفقات المحكمة.

#### اختصاص المحكمة
تنظم المواد من 34 إلى 38 من النظام الأساسي اختصاص المحكمة. حيث تحدد الفقرة الأولى من المادة 34 أن للدول وحدها الحق في أن تكون أطرافا في الدعاوى التي ترفع للمحكمة. ويترتب على ذلك على وجه الخصوص أن الأمم المتحدة ليس لها الحق في تقديم شكاوى إلى هيئتها القضائية الرئيسية.
وبموجب المادة 36 تتجلى اختصاصات المحكمة في نزاعات محددة. حيث تشير الفقرتان 1 و 2 من هذه المادة إلى ثلاث طرق يمكن من خلالها عرض القضية على المحكمة. وتشمل:
1. فتح الدعوى باتفاق الطرفين.
2. فتح قضية على أساس اتفاق مبرم سابقًا ينص على إحالة منازعات فئة معينة إلى المحكمة عن طريق إعلان من جانب واحد من أحد الطرفين.
3. فتح قضية على أساس إعلان من دولة طرف في النظام الأساسي للمحكمة بقبول اختصاص المحكمة باعتباره إلزاميًا فيما يتعلق بأي دولة أخرى تحمل نفس الالتزام.

وفي الوقت نفسه، توضح الفقرة 6 من نفس المادة أنه «في حالة وجود نزاع بشأن اختصاص المحكمة، يتم حل المسألة بقرار من المحكمة».
تعتبر المادة 38 واحدة من أهم أحكام النظام الأساسي، حيث تشير إلى مصادر القانون التي تطبقها المحكمة. بالإضافة منح المحكمة الحق في «الفصل في المنازعات على أساس مبادئ العدل والإنصاف إذا اتفقت الأطراف على ذلك».

#### الإجراءات القانونية
تحدد مواد الفصل الثالث (من 39 إلى 64) الإجراءات القانونية. حيث خصصت الفقرة الأولى من المادة 39 للغات الرسمية للمحكمة والتي تمثلت في الفرنسية والإنجليزية، مع إمكانية إدراج لغة أجنبية غير رسمية أخرى إذا قدم طلب للمحكمة من قبل الطرفين طبقا للفقرة الثالثة من نفس المادة. بينما أعطت المادة 41 الحق للمحكمة في تحديد «التدابير المؤقتة التي يتعين اتخاذها لضمان حقوق كل طرف»، مع الإبلاغ الفوري بالتدابير المقترحة إلى الأطراف ومجلس الأمن في انتظار الحكم النهائي.
طبقا للمادة 46، يعد الأصل في جلسات الاستماع أمام المحكمة أن تكون علنية، ما لم «تقرر المحكمة خلاف ذلك أو إذا لم يطالب الأطراف بسرية الجلسة»، بينما تكون مداولات المحكمة سرية ومغلقة بناء على الفقرة الثانية من منطوق المادة 54. في الوقت نفسه، «يتم حل جميع القضايا بأغلبية أصوات القضاة الحاضرين» امتثالا للفقرة الأولى من المادة 55، أما في حالة تساوي عدد الأصوات «يرجح تصويت الرئيس أو القاضي البديل القاضي الذي يقوم مقامه ميزة» بحسب منطوق الفقرة الثانية من نفس المادة.
بموجب المادة 60 يكون حكم المحكمة نهائيا وغير قابل للاستئناف. وفي نفس الوقت، يُسمح بالاستئناف أمام المحكمة مع طلب إعادة النظر في القرار، في حالة وجود مستجدات حديثة ومجهولة من قبل المحكمة والطرف المقدم للإلتماس، والتي قد يكون لها تأثير حاسم على نتيجة القضية. مع شريطة ألا يكون هذا الجهل نتيجة إهمال وذلك بمقتضى الفقرة الأولى من المادة 61. ويجب تقديم طلب إعادة النظر في القضية قبل انقضاء ستة أشهر من اكتشاف الظروف المستجدة إقرارا للفقرة الرابعة من المادة 61؛ تحت طائلة رفض الطلب بعد انقضاء عشر سنوات من تاريخ الحكم تطبيقا للفقرة الخامسة من نفس المادة.

#### الفتاوى
تنص المواد من 65 إلى 68 على ما يمكن أن يكون موضوع فتاوى المحكمة.
تؤكد المادة 65 المبدأ العام القائل بأنه «يجوز للمحكمة إصدار الفتاوى بشأن أي مسألة قانونية، بناءً على طلب أي هيئة مخولة بتقديم مثل هذه الطلبات بموجب ميثاق الأمم المتحدة نفسه أو بموجب هذا الميثاق».

#### التعديلات
تشير المادتان 69 و 70 المندرجتان ضمن الفصل الخامس من النظام الأساسي إلى إمكانية تعديله.
ونظرًا لأن النظام الأساسي لمحكمة العدل الدولية يعد جزء لا يتجزأ من ميثاق الأمم المتحدة، فإن الفصل 69 قيد إجراء التعديلات بنفس المسطرة والطريقة المتبعة على تعديلات النظام الأساسي لميثاق الأمم المتحدة. بالإضافة إلى ذلك، ونظرًا لوجود دول أطراف في النظام الأساسي لمحكمة العدل الدولية غير أعضاء بالضرورة في الأمم المتحدة، أكد الفصل 69 على ضرورة إخضاع أي تعديل على النظام الأساسي لجميع القواعد التي وضعتها الجمعية العامة فيما يتعلق بهذه الدول وبناء على توصية مجلس الأمن.
بينما أشارت المادة 70 من النظام الأساسي بمنح المحكمة الحق في اقتراح تعديلات على النظام الأساسي نفسه من خلال تقديمها كتابيًا إلى الأمين العام للأمم المتحدة وفقا لأحكام المادة 69 إعلاه.